# Rádio City
Rádio City foi uma emissora de rádio brasileira sediada em Santos, cidade do estado de São Paulo. Operava no dial FM, na frequência 91.7 MHz, atualmente operando somente pela internet. Pertence ao grupo Mussicom Brasil, responsável também pela 98 FM e Rádio Globo Santos. Seus estúdios estão localizados no Edíficio D. Pedro II, no bairro do Gonzaga, e seus transmissores estão no alto do Morro Santa Teresinha em São Vicente

## História
A emissora foi fundada como 102 a Rádio Rock em 21 de setembro de 2012, através dos 102.1 MHz, canal que estava ocupado pela programação evangélica da Igreja Mundial do Poder de Deus, responsável pela programação da rede Sê Tu uma Bênção, e apostando numa marca já utilizada pela sua co-irmã 98 FM entre 2004 e 2011.
Em janeiro de 2013, a emissora passou a investir em transmissões dos jogos do Santos Futebol Clube. Em outubro de 2014, firma parceria com a Rádio ESPN Brasil na transmissão de jogos do Santos e na veiculação de programas como o SportsCenter.
Nesta mesma época, como parte de reformulações na emissora, o slogan "A Rádio Rock" é abandonado, e a emissora passa a adotar o nome 102 Rádio City, e passa a ter uma programação mais segmentada, porém com elementos voltados ao segmento adulto-contemporâneo e pop-rock, além de investir no esporte e no humor promovendo em território paulista a estreia do humorístico Pretinho Básico, originário da Rede Atlântida.
Em outubro de 2016, o Mussicom Brasil iniciou expectativa para estreia da Wood's FM em Santos. O site Tudo Rádio apurou que a emissora poderia ocupar a frequência da Rádio City, sem previsão de estreia. Posteriormente, o grupo declinou em estrear a Wood's no lugar da Rádio City e a mesma estreou novidades na programação.
Em 7 de julho de 2017, a emissora passa a operar também através nos 91.7 MHz, em substituição a sua co-irmã Cidade FM, que torna-se uma web rádio. Estava prevista para 1º de agosto a troca definitiva de frequência, quando os antigos 102.1 MHz da emissora passariam a ser ocupados pela nova Rádio Globo Santos. Entraves técnicos adiaram a estreia, que aconteceu apenas em 5 de agosto.
Em novembro de 2017, a Rádio City passou por uma mudança gradual de perfil artístico, abordando o estilo adulto-contemporâneo. Porém, sem aviso prévio, a emissora foi retirada da frequência no final de dezembro e sua transmissão continuou pela internet. A 91.7 FM retornou ao ar no mês seguinte, com programação adulto-contemporânea nomeada Paradiso FM — atribuído à frequência somente em fevereiro de 2018.

## Programas
- Arquivo do Rock
- Live
- Acústico
- O Rebu
- Pretinho Básico (com Rede Atlântida)
- GPS
- Break Time
- A Hora Certa
- Set list 102
- Jornal Litoral
- Mapa da Trilha
- Rock 10
- Rock'n Roll Party